# Gmina Kamieniec
Die Gmina Kamieniec ist eine Landgemeinde im Powiat Grodziski der Woiwodschaft Großpolen in Polen. Ihr Sitz ist das gleichnamige Dorf (deutsch Kaminiec) mit etwa 1150 Einwohnern.

## Geographie

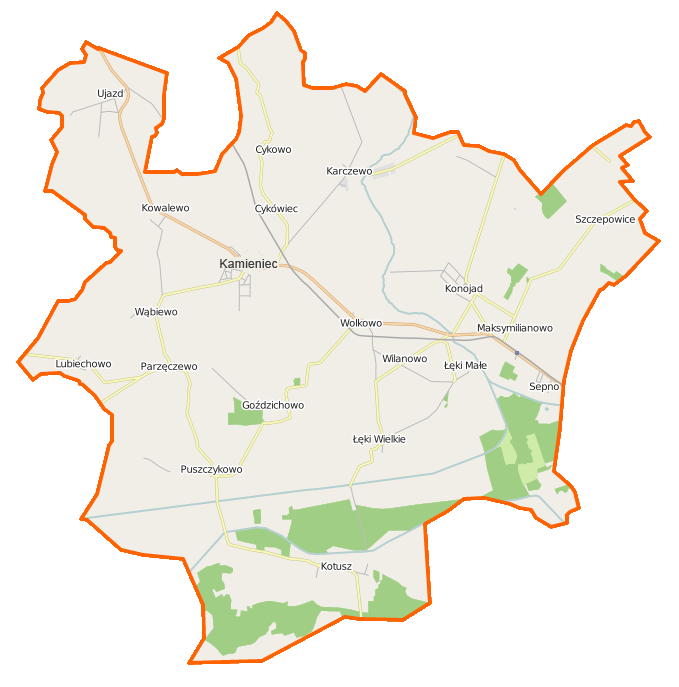
Karte der Gemeinde

Die Gemeinde liegt im Westen der Woiwodschaft. Nachbargemeinden sind die Gemeinden: Grodzisk Wielkopolski und Granowo im Norden, Stęszew im Nordosten, Kościan im Südosten, Śmigiel im Süden sowie Wielichowo und Rakoniewice im Westen.
Die Gemeinde hat eine Fläche von 133,8 km², von der 81 Prozent land- und neun Prozent forstwirtschaftlich genutzt werden.

## Geschichte
Zum 1. Januar 1973 wurde die Landgemeinde aus einer Reihe von Gromadas wieder eingerichtet. Von 1975 bis 1998 kam sie zur stark verkleinerten Woiwodschaft Posen. Der Powiat Kościański wurde in dieser Zeit aufgelöst. Die Landgemeinde gehört seit 1999 zur Woiwodschaft Großpolen und zum Powiat Grodziski aktuellen Zuschnitts, die neu gebildet wurden. Am 30. Juni 2004 wohnten in der Landgemeinde 6482 Personen.

## Partnerschaft
Kamieniec ging eine Gemeindepartnerschaft mit Dahmetal in Brandenburg ein.

## Gliederung
Zur Landgemeinde (gmina wiejska) Kamieniec mit 6621 Einwohnern (Stand 31. Dezember 2020) gehören das Dorf selbst und 23 weitere Dörfer mit Schulzenämtern (sołectwa):
| Name           | deutscher Name (1815–1918)              | deutscher Name (1939–1945)                    |
| -------------- | --------------------------------------- | --------------------------------------------- |
| Cykówiec       | Cykowo Hauland                          | Kutternhauland                                |
| Cykówko        | Vorwerk Cykuwko                         | Kutternhof                                    |
| Cykowo         | Cykowo                                  | Kuttern                                       |
| Doły           | Vorwerk Doly                            | Löchern                                       |
| Gozdzichowo    | Gozdzichowo                             | Weinberg                                      |
| Jaskółki       | Jaskolki                                | Schwalbennest                                 |
| Kamieniec      | Kaminiec                                | 1939–1943 Steindorf 1943–1945 Wiesensteindorf |
| Karczewo       | Karczewo                                | Schänkendorf                                  |
| Konojad        | Konojad                                 | Rößlingen                                     |
| Kotusz         | Kotusch                                 | Treulande                                     |
| Kowalewo       | Kowalewo                                | Schmiedau                                     |
| Łęki Małe      | Klein Lenki                             | Klein Lenken                                  |
| Łęki Wielkie   | Groß Lenki                              | Groß Lenken                                   |
| Lubiechowo     | Lubiechowo                              | Lubbenau                                      |
| Maksymilianowo | Maximilianowo                           | Maxfelde                                      |
| Parzęczewo     | Parzenczewo                             | Partenau                                      |
| Plastowo       | Vorwerk Plastowo                        | Steinhof                                      |
| Puszczykówiec  | Puszczykowo Hauland 1906–1918 Elsenhain | Elsenhain                                     |
| Puszczykowo    | Puszczykowo                             | Lassen                                        |
| Sepno          | Sepno                                   | Erlpruth                                      |
| Szczepowice    | Porthof                                 | Porthof                                       |
| Ujazd          | Ujazd                                   | Schönwalde                                    |
| Ujazd Huby     | (zu Ujazd)                              | (zu Schönwalde)                               |
| Wąbiewo        | Wombiewo                                | Wabenrode                                     |
| Wilanowo       | Wilanowo                                | Willen                                        |
| Wolkowo        | Wolkowo                                 | Wolkenheim                                    |